# Temporada 1978-79 de la NBA
La temporada 1978-79 de la NBA fue la trigesimotercera en la historia de la liga. La temporada finalizó con Seattle SuperSonics como campeones tras ganar a Washington Bullets por 4-1.

## Aspectos destacados
- Buffalo Braves se trasladó de Buffalo, New York a San Diego, California y se convirtió en San Diego Clippers
- Detroit Pistons cambió de conferencia, cambiando la División Medio Oeste de la Conferencia Oeste por la División Central de la Conferencia Este, donde aún se mantiene.
- La NBA adoptó un sistema de tres árbitros similar al usado en el baloncesto universitario durante un año de prueba. El experimento fue cancelado para la temporada 1979-80, pero regresó permanentemente en la 1988-89.
- El All-Star Game de la NBA de 1979 se disputó en el Pontiac Silverdome de Pontiac, Míchigan, con victoria del Oeste sobre el Este por 134-129 en la prórroga. David Thompson, de Denver Nuggets, ganó el premio al MVP del partido.
- Los Jazz jugaron su última temporada en Nueva Orleans, Luisiana, antes de trasladarse a Salt Lake City, Utah. Pasarían 23 años hasta que otra franquicia de la NBA recalara en Nueva Orleans.

## Clasificaciones
| Equipo             | V  | D  | %V   | P  |
| ------------------ | -- | -- | ---- | -- |
| Washington Bullets | 54 | 28 | .659 | -  |
| Philadelphia 76ers | 47 | 35 | .573 | 7  |
| New Jersey Nets    | 37 | 45 | .451 | 17 |
| New York Knicks    | 31 | 51 | .378 | 23 |
| Boston Celtics     | 29 | 53 | .354 | 25 |

| Equipo              | V  | D  | %V   | P  |
| ------------------- | -- | -- | ---- | -- |
| San Antonio Spurs   | 48 | 34 | .585 | -  |
| Houston Rockets     | 47 | 35 | .573 | 1  |
| Atlanta Hawks       | 46 | 36 | .561 | 2  |
| Detroit Pistons     | 30 | 52 | .366 | 18 |
| Cleveland Cavaliers | 30 | 52 | .366 | 18 |
| New Orleans Jazz    | 26 | 56 | .317 | 22 |

| Equipo            | V  | D  | %V   | P  |
| ----------------- | -- | -- | ---- | -- |
| Kansas City Kings | 48 | 34 | .585 | -  |
| Denver Nuggets    | 47 | 35 | .573 | 1  |
| Indiana Pacers    | 38 | 44 | .463 | 10 |
| Milwaukee Bucks   | 38 | 44 | .463 | 10 |
| Chicago Bulls     | 31 | 51 | .378 | 17 |

| Equipo                 | V  | D  | %V   | P  |
| ---------------------- | -- | -- | ---- | -- |
| Seattle SuperSonics C  | 52 | 30 | .634 | -  |
| Phoenix Suns           | 50 | 32 | .610 | 2  |
| Los Angeles Lakers     | 47 | 35 | .573 | 5  |
| Portland Trail Blazers | 45 | 37 | .549 | 7  |
| San Diego Clippers     | 43 | 39 | .524 | 9  |
| Golden State Warriors  | 38 | 44 | .463 | 14 |

* V: Victorias
* D: Derrotas
* %V: Porcentaje de victorias
* P: Partidos de diferencia respecto a la primera posición
* C: Campeón

## Playoffs
|  | Primera ronda     | Primera ronda | Primera ronda |   |  | Semifinales de Conferencia | Semifinales de Conferencia | Semifinales de Conferencia |  |  | Finales de Conferencia | Finales de Conferencia | Finales de Conferencia |  |  | Finales NBA | Finales NBA | Finales NBA |
|  |                   |               |               |   |  |                            |                            |                            |  |  |                        |                        |                        |  |  |             |             |             |
|  | E4                | Houston       | 0             |   |  | E1                         | Washington*                | 4                          |  |  |                        |                        |                        |  |  |             |             |             |
|  | E4                | Houston       | 0             |   |  | E1                         | Washington*                | 4                          |  |  |                        |                        |                        |  |  |             |             |             |
|  | E5                | Atlanta       | 2             |   |  | E5                         | Atlanta                    | 3                          |  |  |                        |                        |                        |  |  |             |             |             |
|  | E5                | Atlanta       | 2             |   |  | E5                         | Atlanta                    | 3                          |  |  |                        |                        |                        |  |  |             |             |             |
|  |                   |               |               |   |  |                            |                            |                            |  |  | E1                     | Washington*            | 4                      |  |  |             |             |             |
|  | Conferencia Este  |               |               |   |  |                            |                            |                            |  |  | E1                     | Washington*            | 4                      |  |  |             |             |             |
|  |                   | E2            | San Antonio*  | 3 |  |                            |                            |                            |  |  |                        |                        |                        |  |  |             |             |             |
|  |                   |               |               |   |  |                            |                            |                            |  |  |                        |                        |                        |  |  |             |             |             |
|  | E3                | Philadelphia  | 2             |   |  | E3                         | Philadelphia               | 3                          |  |  |                        |                        |                        |  |  |             |             |             |
|  | E3                | Philadelphia  | 2             |   |  | E3                         | Philadelphia               | 3                          |  |  |                        |                        |                        |  |  |             |             |             |
|  | E6                | New Jersey    | 0             |   |  | E2                         | San Antonio*               | 4                          |  |  |                        |                        |                        |  |  |             |             |             |
|  | E6                | New Jersey    | 0             |   |  | E2                         | San Antonio*               | 4                          |  |  |                        |                        |                        |  |  |             |             |             |
|  |                   |               |               |   |  |                            |                            |                            |  |  |                        |                        |                        |  |  | E1          | Washington* | 1           |
|  |                   |               |               |   |  |                            |                            |                            |  |  |                        |                        |                        |  |  | E1          | Washington* | 1           |
|  |                   | W1            | Seattle*      | 4 |  |                            |                            |                            |  |  |                        |                        |                        |  |  |             |             |             |
|  |                   |               |               |   |  |                            |                            |                            |  |  |                        |                        |                        |  |  |             |             |             |
|  | W4                | Denver        | 1             |   |  | W1                         | Seattle*                   | 4                          |  |  |                        |                        |                        |  |  |             |             |             |
|  | W4                | Denver        | 1             |   |  | W1                         | Seattle*                   | 4                          |  |  |                        |                        |                        |  |  |             |             |             |
|  | W5                | Los Angeles   | 2             |   |  | W5                         | Los Angeles                | 1                          |  |  |                        |                        |                        |  |  |             |             |             |
|  | W5                | Los Angeles   | 2             |   |  | W5                         | Los Angeles                | 1                          |  |  |                        |                        |                        |  |  |             |             |             |
|  |                   |               |               |   |  |                            |                            |                            |  |  | W1                     | Seattle*               | 4                      |  |  |             |             |             |
|  | Conferencia Oeste |               |               |   |  |                            |                            |                            |  |  | W1                     | Seattle*               | 4                      |  |  |             |             |             |
|  |                   | W3            | Phoenix       | 3 |  |                            |                            |                            |  |  |                        |                        |                        |  |  |             |             |             |
|  |                   |               |               |   |  |                            |                            |                            |  |  |                        |                        |                        |  |  |             |             |             |
|  | W3                | Phoenix       | 2             |   |  | W3                         | Phoenix                    | 4                          |  |  |                        |                        |                        |  |  |             |             |             |
|  | W3                | Phoenix       | 2             |   |  | W3                         | Phoenix                    | 4                          |  |  |                        |                        |                        |  |  |             |             |             |
|  | W6                | Portland      | 1             |   |  | W2                         | Kansas City*               | 1                          |  |  |                        |                        |                        |  |  |             |             |             |
|  | W6                | Portland      | 1             |   |  | W2                         | Kansas City*               | 1                          |  |  |                        |                        |                        |  |  |             |             |             |

*Campeón de División

Negrita Ganador de la serie

Cursiva Equipo con ventaja de campo

## Estadísticas
| Categoría                    | Jugador             | Equipo             | Estadísticas |
| ---------------------------- | ------------------- | ------------------ | ------------ |
| Puntos por partido           | George Gervin       | San Antonio Spurs  | 29.6         |
| Rebotes por partido          | Moses Malone        | Houston Rockets    | 17.6         |
| Asistencias por partido      | Kevin Porter        | Detroit Pistons    | 13.4         |
| Robos por partido            | M.L. Carr           | Detroit Pistons    | 2.46         |
| Tapones por partido          | Kareem Abdul-Jabbar | Los Angeles Lakers | 3.95         |
| Porcentaje de tiros de campo | Cedric Maxwell      | Boston Celtics     | 58.4%        |
| Porcentaje de tiros libres   | Rick Barry          | Houston Rockets    | 94.7%        |

## Premios
- MVP de la Temporada
  -  Moses Malone (Houston Rockets)
- Rookie del Año
  -  Phil Ford (Kansas City Kings)
- Entrenador del Año
  -  Cotton Fitzsimmons (Kansas City Kings)

| - Mejor Quinteto de la Temporada - Paul Westphal, Phoenix Suns - George Gervin, San Antonio Spurs - Moses Malone, Houston Rockets - Marques Johnson, Milwaukee Bucks - Elvin Hayes, Washington Bullets | - 2.º Mejor Quinteto de la Temporada - Walter Davis, Phoenix Suns - Bobby Dandridge, Washington Bullets - Kareem Abdul-Jabbar, Los Angeles Lakers - World B. Free, San Diego Clippers - Phil Ford, Kansas City Kings |

| - Mejor Quinteto Defensivo - Bobby Jones, Philadelphia 76ers - Bobby Dandridge, Washington Wizards - Kareem Abdul-Jabbar, Los Angeles Lakers - Dennis Johnson, Seattle SuperSonics - Don Buse, Phoenix Suns | - 2.º Mejor Quinteto Defensivo - Maurice Lucas, Portland Trail Blazers - M. L. Carr, Detroit Pistons - Moses Malone, Houston Rockets - Lionel Hollins, Portland Trail Blazers - Eddie Johnson, Atlanta Hawks |

- Mejor Quinteto de Rookies
  - Mychal Thompson, Portland Trail Blazers
  - Terry Tyler, Detroit Pistons
  - Ron Brewer, Portland Trail Blazers
  - Reggie Theus, Chicago Bulls
  - Phil Ford, Kansas City Kings